# Mega Man & Bass
Mega Man & Bass, pubblicato originariamente in Giappone come Rockman & Forte (ロックマン&フォルテ?, Rokkuman ando Forute), è un videogioco della serie Mega Man e il nono della serie principale, noto come Mega Man 8.5 nello sviluppo, ed è il seguito di Mega Man 8, uscito su PS1 e Sega Saturn. Tuttavia, a differenza del predecessore, nonostante ne riutilizzasse i modelli e le animazioni, fu pubblicato per Super Famicom (la variante giapponese del Super Nintendo Entertainment System) ad aprile del 1998, uscendo quindi solo in Giappone, e fu tra gli ultimi per questa console ormai obsoleta e rimpiazzata dalle sopracitate PS1 e Sega Saturn. Tuttavia nel 2002, con il 15º anniversario della serie, venne pubblicato su Game Boy Advance allo stesso periodo di Mega Man Battle Network 2 e Mega Man Battle Network 3 in Giappone e nel 2003 in Occidente, rendendolo anche l'ultimo gioco della serie originale prima di Mega Man 9, che sarebbe uscito solo nel 2008.

## Trama
Un anno dopo gli eventi di Mega Man 8, un robot di nome King ruba i progetti delle creazioni del Dr. Light irrompendo nel Museo dei Robot e nel laboratorio del Dr. Wily. Dopo aver ricevuto l'allerta dal Dr. Light, Mega Man si dirige sul posto per fermare King, e anche il suo rivale Bass sente parlare di lui, ed è intenzionato a sconfiggerlo per dimostrare di essere il robot più potente. King, in uno scontro con Proto-Man, rivela il suo piano: usare i dati per creare un esercito di robot per far sì che abbiano il dominio sugli umani, e poi gli taglia il corpo a metà e costringendolo a tornare al laboratorio del Dr. Light, mentre King scappa coi dati rubati. Venuti a sapere della minaccia, Mega Man e Bass, seppure per motivazioni diverse, si alleano per sconfiggere King.
Dopo aver sconfitto otto potenti Robot Masters al servizio di King, tra cui anche Tengu Man e Astro Man, Mega Man e Bass entrano nel suo castello e lo affrontano, ma Proto-Man si intromette e distrugge lo scudo di King prima di svenire, così i protagonisti lo sconfiggono e Mega Man cerca di convincerlo che gli umani non sono inferiori ai robot perché li hanno creati, ma dopo che King teletrasporta via Proto-Man, arriva il suo creatore, il Dr. Wily, che gli fa il lavaggio del cervello. Mega Man e Bass sconfiggono di nuovo King, che dice loro di scappare a causa dell'attivazione del meccanismo di auto-distruzione e non può seguirli perché non equipaggiato con un sistema di teletrasporto. Dopo essere scappati dal castello di King, inseguono il Dr. Wily nel suo laboratorio e lo sconfiggono. Lo scienziato dice poi a Bass che aveva creato King per metterlo alla prova, e dopo che arriva Proto-Man, gli ordina di sconfiggerlo, ma Bass non è sicuro. Proto-Man gli dice quindi che non potrà mai sconfiggere Mega Man perché non ha niente per cui combattere, ma Bass lo costringe ad andarsene. Dopo essere tornato a casa, Mega Man è triste per non essere riuscito a salvare King, ma Roll gli dà una lettera da parte sua, nella quale dice che è scappato in qualche modo, e che ha intenzione di espiare i suoi crimini, sperando che possano diventare amici in futuro.

## Modalità di gioco
All'inizio del gioco, il giocatore può scegliere di utilizzare il personaggio di Mega Man o Bass: tale scelta non può essere modificata. I due personaggi hanno un assortimento di mosse molto differente: Mega Man è in grado di sparare mentre corre, caricare i suoi colpi per renderli più potenti e ha la capacità di scivolare sotto spazi stretti. Bass invece è in grado di sparare rapidamente in otto direzioni, eseguire un doppio salto e scattare. Raccogliendo un numero sufficiente di viti lasciate cadere dai nemici è possibile ottenere potenziamenti esclusivi a seconda del personaggio.
Il gameplay di Mega Man & Bass è simile ai giochi precedenti della serie. Il giocatore ha il compito di completare una serie di livelli platform action mentre supera ostacoli, risolve enigmi e combatte i nemici. Distruggere il "Robot Master" che funge da boss collocato alla fine di un livello consente al giocatore di acquisire la sua arma speciale, che fornisce di volta in volta tecniche o potenziamenti ulteriori.
La struttura dell'ambientazione è diversa da quella degli altri giochi della serie. Dopo il livello introduttivo, il giocatore può scegliere solo fra tre Robot Master. Il completamento di una di queste fasi sbloccate apre la strada a una stanza di sicurezza dove il giocatore deve distruggere una serie di cristalli con le armi dei Robot Master ottenute. Distruggere tutti gli otto cristalli apre la strada alle fasi della fortezza. In modo simile alle puntate precedenti della serie, i nemici spesso rilasciano viti dopo che sono stati distrutti, e questi possono essere scambiati con vari oggetti e potenziamenti riparatori. Tuttavia, a differenza di Mega Man 7, il tunnel di sicurezza offre un modo per ottenere grandi quantità di viti senza dover visitare ripetutamente le fasi. 
Inoltre, nel gioco, sono presenti 100 CD sparsi per i livelli che contengono dati e informazioni sui personaggi apparsi fino a quel momento nella serie. La maggior parte dei CD è nascosta dietro ostacoli che richiedono l'utilizzo di un personaggio specifico, rendendo impossibile raccoglierli tutti in una singola partita. I CD raccolti vengono tuttavia inseriti in modo permanente in un database e rimangono sbloccati dopo aver completato il gioco. In questo gioco, al posto del tradizionale sistema di password della serie, vengono implementati gli slot di salvataggio, e il personaggio usato vale per l'intero file di gioco in cui è stata fatta la scelta.

## Sviluppo
Mega Man & Bass è stato sviluppato per Super Famicom dopo l'uscita di Mega Man 8, uscito per PlayStation e Sega Saturn. Secondo il produttore della serie Keiji Inafune, Mega Man & Bass era destinato ai giocatori più giovani che possedevano ancora un Super Famicom e non avevano i mezzi per provare Mega Man 8 su uno dei sistemi più recenti. Il team di progettazione comprendeva diversi nuovi dipendenti, nonché membri dei precedenti giochi di Mega Man. Inafune richiese loro di rendere il gioco "il più difficile possibile".
Graficamente, Mega Man & Bass utilizza molti degli stessi sprite e animazioni bidimensionali presenti in Mega Man 8. Due degli otto boss del gioco (Tengu Man e Astro Man) provengono infatti da quel gioco. Gli altri sei vennero creati da Hitoshi Ariga, Yoshihiro Iwamoto e Koji Izuki (indicato nel titoli di coda come "K. Iduki") realizzarono due personaggi ciascuno, assegnando loro caratteristiche differenti in modo che potessero essere facilmente identificati dai giocatori sia nella loro estetica che nella loro personalità. I boss vennero ufficialmente rivelati dalla rivista di Kōdansha Comic BonBon.
Fino alla sua riedizione per Game Boy Advance, è stato uno dei pochi titoli Mega Man a non essere localizzato per i paesi di lingua inglese. Il gioco è stato rilasciato per GBA per commemorare il 15º anniversario del franchise di Mega Man.

## Accoglienza
| Testata                         | Versione | Giudizio |
| ------------------------------- | -------- | -------- |
| Metacritic (media al 17-2-2021) | GBA      | 79/100   |
| Ação Games                      | GBA      | 9/10     |
| Electronic Gaming Monthly       | GBA      | 8,5/10   |
| Famitsū                         | SFC      | 24/40    |
| Famitsū                         | GBA      | 26/40    |
| Game Informer                   | GBA      | 8,5/10   |
| GamePro                         | GBA      | 4/5      |
| GameSpot                        | GBA      | 7,2/10   |
| GameSpy                         | GBA      | 2/5      |
| IGN                             | GBA      | 8,5/10   |
| Nintendo Power                  | GBA      | 8/10     |
| Play                            | GBA      | 80%      |
| Super GamePower                 | GBA      | 4,8/5    |

Il porting per GBA ha ricevuto recensioni generalmente positive. La maggior parte dei critici ha ritenuto che il gioco fosse un platform d'azione solido e che aderisse con successo alla classica formula della serie. Electronic Gaming Monthly ha definito Mega Man & Bass "uno dei migliori giochi d'azione su GBA" e "un ottimo platform, seppur leggermente derivativo" con molta rigiocabilità grazie ai CD collezionabili. GamePro è stata soddisfatta della fedeltà del gioco ai suoi predecessori rispetto alle deviazioni effettuate dalle serie di Mega Man Battle Network e Mega Man Zero sulla stessa console. GameSpy ha invece criticato la sua mancanza di innovazione, dichiarando: "Chiunque non abbia ancora provato un gioco Mega Man farebbe meglio a spendere 15 dollari per una nuova copia di Mega Man 8 su PSOne piuttosto che pagarne 30 per una ricostruzione inferiore dello stesso gioco".
Molte recensioni hanno anche notato l'elevata difficoltà del gioco. Sia Giancarlo Varanini di GameSpot che Craig Harris di IGN hanno affermato che i boss del gioco avessero schemi di attacco molto imprevedibili, rendendo così le battaglie estremamente impegnative.  Harris ha inoltre osservato una grande quantità di tentativi ed errori per i livelli stessi in cui il giocatore deve morire più volte prima di completarli. È stato inoltre criticato il fatto che Mega Man, a differenza dei giochi precedenti, non fosse in grado di utilizzare il Rush Coil o il Rush Jet, rendendo le sue opzioni di movimento troppo limitate.
Secondo Famitsū, Mega Man & Bass per GBA ha venduto 91 097 copie in Giappone tra la sua data di uscita e la settimana del 23 dicembre 2002. Nel 2008 Nintendo Power ha inserito Mega Man & Bass al 14º posto tra i migliori giochi per GBA di tutti i tempi. Un gioco correlato in esclusiva per il Giappone intitolato Rockman & Forte Mirai kara no Chōsensha (ロ ッ ク マ ン & フ ォ ル テ 未来 か ら の 挑 戦 者, lett. Rockman & Forte: Sfidante dal Future) è stato rilasciato per il palmare WonderSwan nel 1999. La trama racconta della lotta del duo contro un avversario di nome "Rockman Shadow". Dato che Mega Man & Bass è stato rilasciato subito dopo Mega Man 8 e condivide le caratteristiche della trama e del gameplay con il resto dei titoli numerati della serie, molti ritennero che si trattasse del nono gioco principale; tuttavia, l'attuale Mega Man 9 non sarebbe stato rilasciato fino al 2008. Inafune spiegò in un'intervista alla rivista brasiliana Nintendo World che il nono capitolo segue la trama di Mega Man 8 e che i mondi per Mega Man & Bass e Mega Man 9 non sono concepiti per essere interconnessi. Nel 2010, Bass è stato reso disponibile come personaggio tramite contenuto scaricabile in Mega Man 10. Come in Mega Man & Bass, è in grado di scattare, sparare in sette direzioni con il suo buster e volare combinandosi con Treble.